# Exaereta cassinia
Exaereta cassinia är en fjärilsart som beskrevs av Eugen Johann Christoph Esper 1785. Exaereta cassinia ingår i släktet Exaereta och familjen tandspinnare. Inga underarter finns listade i Catalogue of Life.